# Dicranella pallidiseta
Dicranella pallidiseta là một loài rêu trong họ Dicranaceae. Loài này được Brid. Broth. mô tả khoa học đầu tiên năm 1901.